# Anthurium davidsoniae
Anthurium davidsoniae är en kallaväxtart som beskrevs av Paul Carpenter Standley. Anthurium davidsoniae ingår i släktet Anthurium och familjen kallaväxter. Inga underarter finns listade.